# Helmut Braß
Helmut Braß (* 22. Februar 1936 in Hannover; † 30. Oktober 2011 in Halle) war ein deutscher Mathematiker und Hochschullehrer, der sich mit numerischer Mathematik (insbesondere numerische Integration und Approximation) befasste.
Helmut Braß studierte Mathematik und Chemie an der Technischen Hochschule Hannover, heute Gottfried Wilhelm Leibniz Universität Hannover, wo er 1962 sein Diplom in Mathematik ablegte und anschließend wissenschaftlicher Assistent wurde. 1965 promovierte er bei Wilhelm Quade und habilitierte 1968 in Mathematik. 1970 wurde er zum Universitätsprofessor an der Technischen Universität Clausthal ernannt. 1974 nahm er einen Ruf auf einen Lehrstuhl an der Universität Osnabrück an. 1977 nahm er einen weiteren Ruf auf einen Lehrstuhl an die Technische Universität Braunschweig an, wo er 2002 emeritiert wurde. Helmut Braß veröffentlichte zur numerischen Integration zwei Bücher und zwei Tagungsbände. Sein wissenschaftliches Werk umfasst mehr als 50 wissenschaftliche Publikationen in internationalen Journalen.
Helmut Braß war seit 1991 ordentliches Mitglied und bis 1997 Generalsekretär der Braunschweigischen Wissenschaftlichen Gesellschaft.

## Schriften (Auswahl)
- Quadraturverfahren, Vandenhoeck & Ruprecht, Göttingen 1977, ISBN 978-3-525-40142-2.
- mit K. Petras: Quadrature Theory (Mathematical Surveys and Monographs), Published by American Mathematical Society (2011), ISBN 978-0-8218-5361-0.
- Hrsg. mit Günther Hämmerlin: Numerical Integration III, Birkhäuser 1988 ISBN 0-8176-2205-5.
- Hrsg. mit Günther Hämmerlin: Numerical Integration IV, Birkhäuser 1993, ISBN 0-8176-2922-X.